# Magsmärta
För smärta i nedersta delen av buken, se bäckensmärta
Magsmärta är smärta eller värk i buken. Det finns många inre organ i buken som kan orsaka smärtan, men magsmärtor kan också bero på exempelvis stress eller muskelvärk. Om smärtan är svår och uppkommer plötsligt, och man samtidigt kräks färskt eller koagulerat blod eller har svart avföring, är det ett akut vårdfall, liksom om smärtan är synnerligen svår eller oförklarlig. Akuta magsmärtor kallas akut buk eller för spädbarn  kolik. Vid livshotande tillstånd förändras medvetandegraden, pulsen, andningsfrekvensen, och hudfärgen.
Magsmärtor kan ofta härledas till bukens inre organ: mag- och tarmkanalen, levern, gallan, mjälten, urinvägarna, urinblåsan, njurarna, bukspottkörtel, inre könsorgan (prostata, livmoder, äggstockar, äggledare), och ibland yttre könsorgan. Nedre delen av aorta löper genom buken. Man kan uppleva smärta i buken på grund av problem i organ som ligger nära buken, exempelvis lungorna eller hjärtat. Smärta upplevs inte alltid härröra från det ställe där en sjukdom eller skada sitta, vilket när det avviker kallas refererad smärta.
När smärtan kommer från inre organ kallas tillståndet viskeral smärta. Vid viskeral smärta är det vanligt med ett påslag av autonoma nervsystemet, vilket yttrar sig i hyperhidros, illamående och att blodtrycket stiger, och att smärttypen är molande eller kolikartad.
Problem med föda såsom matsmältning (förstoppning och gaser), tarmvred, matallergi och förgiftning, och magsjuka kan yttra sig i magsmärtor. Andra orsaker kan vara exempelvis infektioner, inflammationer, tumörer, cystor, bråck, invagination, torsion, stenos, konkrement, blodpropp, neuralgi, spasmer, kramper, muskelbristningar, hematom, emfysem, och ruptur.
Stress kan yttra sig i magsmärtor. Detta gäller både tillfällig stress och långvarig. Irritabel tarm, dyspepsi, och magneuros kan ha sådan orsak. 
Orsaker till akuta tillstånd som ger magsmärta som symtom innefattar hjärtsjukdomar, ovarialtorsion, testistorsion, utomkvedshavandeskap, lungemboli, lunginflammation, aortaaneurysm, njurbäckeninflammation, bukspottkörtelinflammation, magsår, tarmvred, och inre rupturer.
Om smärtan förvärras av att andas, tyder det på pleuristisk bröstsmärta, vilket exempelvis kännetecknar lungemboli.